# Asota lkorquini
Asota lkorquini là một loài bướm đêm trong họ Erebidae.